# Ken Wilber
Kenneth Earl Wilber Jr. (Oklahoma City, EUA, 31 de gener de 1949) és un filòsof estatunidenc. El seu treball es basa en l'intent d'unir ciència i religió amb les experiències dels meditadors i místics, analitzant els elements comuns a les místiques d'orient i d'occident. En la seva obra busca d'integrar la psicoteràpia i l'espiritualitat.